# Advanced Squad Leader
Pour les articles homonymes, voir ASL.
Advanced Squad Leader (ASL) est un jeu de guerre qui simule des actions de petite échelle se déroulant pendant la Seconde Guerre mondiale. Ce n'est pas seulement un jeu mais également un système de règles détaillé qui comporte environ 200 scénarios officiels. Un joueur peut de surcroît créer un scénario et plusieurs milliers de scénarios sont disponibles auprès des éditeurs tiers de scénarios ASL. ASL offre un vaste éventail de possibilités couvrant tous les théâtres, périodes et nationalités ayant pris part à la seconde guerre mondiale, mais permet d'explorer d'autres conflits, puisqu'il existe des scénarios allant de la Première Guerre mondiale jusqu'à la guerre de Corée.
Le jeu a été tout d'abord publié par Avalon Hill en 1985 en tant que successeur de la populaire série des Squad Leader dont les suppléments rendaient le système de jeu difficile en ajoutant des règles qui entraient parfois en conflit avec les règles précédentes. Tout comme les premiers jeux d'Avalon Hill portant le nom « Advanced, » (les autres étant Advanced Civilization et Advanced Third Reich), il utilise les mêmes cartes que Squad Leader et des règles similaires par l'esprit. Mais il s'agit bien d'un jeu à part entière. À la suite du dépôt de bilan de Avalon Hill, il est vendu à Hasbro en 1998 et est aujourd'hui distribué sous licence d'Hasbro par Multi-Man Publishing, une entreprise de jeu démarrée par Curt Schilling et ses partenaires pour préserver ASL et d'autres jeux d'Avalon Hill.
Une importante communauté mondiale de joueurs actifs s'articule autour d'ASL et organise des tournois, des sites web communautaires, des clubs et des fanzines. De même, un marché de seconde main permet aux participants de se procurer des versions d'occasion de modules ASL. ASL peut également être joué à travers l'Internet en utilisant un logiciel libre appelé « VASL ». De même, un certain nombre d'organisations tierces, comme Critical Hit ou Heat of Battle publient des modules et des scénarios.

## Règles
Les règles sont actuellement éditées en anglais indépendamment des modules classiques. Elles se présentent sous la forme d'un classeur avec intercalaires et tables de jeu, divisé en chapitres :
- Chapitre A : L'infanterie et les règles de base
- Chapitre B : Les terrains
- Chapitre C : L'artillerie sur et hors carte
- Chapitre D : Les véhicules
- Chapitre E : Règles spéciales : nuit, météo, aériennes, amphibies, etc.
- Chapitre H : DYO Design Your Own  et notes historiques sur les ordres de bataille (OB)

Seuls les OB allemands et russes sont inclus dans le classeur de règles, les autres sont édités avec les modules traitant des nations concernées. Ils peuvent être ajoutés au classeur.
- Chapitre J : Deluxe ASL
- Chapitre K : Manuel d'entrainement en huit journées

À ces chapitres, s'ajoutent un index et la « carte de référence rapide » (en anglais « Quick Reference Data Card » terme abrégé habituellement en « QRDC »), sur laquelle sont imprimées, recto-verso, les principales tables permettant la résolution de diverses situations de jeu.
Une version de poche a été publiée en 2015, sans le chapitre H mais avec les chapitres F (théâtre de l'Afrique du Nord) et G (théâtre du Pacifique)

## Modules classiques
Tout le matériel nécessaire au jeu d'ASL est contenu dans des modules thématiques qui couvrent chacun l'ordre de bataille des différentes nationalités impliquées dans le conflit mondial.

### Beyond Valor
Beyond Valor contient les ordres de bataille allemands, russes et finlandais. Il couvre principalement le front de l'Est. Ce module est indispensable pour jouer à ASL car tous les autres modules en dépendent. Ce module contient en effet tous les pions génériques nécessaires au jeu.
La deuxième édition de Beyond Valor contient également le contenu du module historique Red Barricades. La troisième édition, la plus récente à ce jour, ne contient plus Red Barricades mais contient des cartes souples et plus de scénarios (24).
Cartes contenues : 20, 21, 22, 23. La troisième édition contient également les cartes 1, 2, 3, 4, 5 et 8.

### Paratrooper
Paratrooper couvre la bataille de Normandie en juin 1944. Il contient de l'infanterie américaine et allemande et avait pour vocation de servir de module introductif. La conception de modules introductifs de type Starter Kit a grandement rendu caduque cette initiative.
Cartes contenues : 2, 4, 24
Prérequis : Squad Leader.

### Yanks
Yanks contient l'ordre de bataille américain au complet. Il livre également des règles supplémentaires comme les règles de nuit ou la météorologie. Ce module ne met en scène que des conflits situés dans le théâtre européen. Le conflit face aux Japonais est décrit dans les modules Code of Bushido et Gung Ho.
Yanks est requis par certains modules ne mettant pas en scène des troupes américaines en raison de l'abondant matériel américain prêté aux autres nations alliées.
Cartes contenues : 16, 17, 18, 19
Prérequis : Beyond Valor.

### Partisan!
Partisan! contient à la fois l'infanterie des alliés mineurs de l'Axe et de la résistance. Ce module est rendu obsolète par le module Armies of Oblivion.
Cartes contenues : 10, 32
Prérequis : Beyond Valor.

### West of Alamein
West of Alamein contient l'ordre de bataille britannique complet ainsi que des règles et des cartes couvrant le théâtre d'Afrique du Nord (hors opérations contre l'Italie, qui est introduite dans le module Hollow Legions"").
N'est plus produit : For King and Country le remplace pour l'ordre de bataille britannique ; Hollow Legions sera republié avec les règles et le matériel nécessaire pour couvrir le théâtre d'opérations d'Afrique du Nord.
Cartes contenues : 25, 26, 27, 28, 29
Prérequis : Beyond Valor, Yanks.

### For King and Country
For King and Country contient l'ordre de bataille britannique complet. Il s'agit d'une réédition de West of Alamein sans les règles de désert ni les cartes de désert.
Ce module a été conçu pour rendre disponible l'ordre de bataille britannique aux joueurs ne désirant pas jouer des scénarios dans le désert. Un module futur les contiendra ainsi que le contenu du module 'Hollow Legions'. En revanche, For King and Country contient de nombreux scénarios épuisés et réédités.
Cartes contenues : 1, 7, 8, 12
Prérequis : Beyond Valor, Yanks.

### The Last Hurrah
The Last Hurrah contient l'infanterie des alliés mineurs ou des pays neutres envahis par l'Allemagne (Norvège, Pologne, Belgique, Yougoslavie...).
Cartes contenues : 3, 11, 33
Prérequis : Beyond Valor, Yanks

### Hollow Legions
Hollow Legions contient l'ordre de bataille Italien complet. Les scénarios inclus dans la boîte couvrent principalement le théâtre d'Afrique du Nord.
Cartes contenues : 30 31
Prérequis : Beyond Valor, Yanks, West of Alamein

### Code of Bushido
Code of Bushido contient l'ordre de bataille japonais et introduit la guerre du Pacifique par l'ajout de règles spécifiques à ce théâtre d'opérations. Les cartes fournies représentent du terrain spécifique aux continents asiatique ou océanien, mais l'ensemble des cartes du système sont interchangeables d'un théâtre d'opérations à l'autre.
Cartes contenues : 34, 35, 36, 37
Prérequis : Beyond Valor, Yanks, West of Alamein

### Gung Ho!
Gung Ho! couvre l'ordre de bataille chinois ainsi que les Marines américains et la guerre amphibie.
Cartes contenues : 38, 39
Prérequis : Beyond Valor, Yanks, West of Alamein, Code of Bushido

### Croix de Guerre
Croix de Guerre contient l'ordre de bataille français antérieur à la capitulation ou l'ordre de bataille de Vichy (les forces françaises libres étant assimilées aux Britanniques qui les ont historiquement rééquipées). Le module contient plusieurs scénarios spécifiques au théâtre d'Afrique du Nord.
Cartes contenues : 40, 41
Prérequis : Beyond Valor, Yanks, West of Alamein

### Doomed Battalions
Doomed Battalions contient les véhicules et l'artillerie des alliés
mineurs, dont l'infanterie est contenue dans The Last Hurrah. Une réédition du module comprenant également le contenu de The Last Hurrah est prévue.
Cartes contenues : 9, 44, 45 (pour la deuxième édition)
Prérequis : Beyond Valor, Yanks, The Last Hurrah, Hollow Legions

### Armies of Oblivion (2006)
Armies of Oblivion contient l'ordre de bataille complet des alliés mineurs de l'Axe. Il contient également une partie du contenu du module Partisan (qui n'est plus imprimé). Les Hongrois sont différenciés des autres unités de l'Axe (bordés de feldgrau), car en fin de guerre, ils se sont affrontés avec les forces roumaines.
Cartes contenues : 48, 49, 50, 51
Prérequis : l'ensemble de la gamme

### Rising Sun (2013)
Rising Sun contient les ordres de bataille complets japonais, chinois et de l'US Marine Corps. Il s'agit donc d'une synthèse des modules Code of Bushido et Gung Ho qui les rend obsolètes. Il contient aussi la nouvelle édition du chapitre G traitant du PTO (Pacific Theater of Operations), le chapitre H mis à jour (Japon, Chine et matériel de débarquement ) et le chapitre Z traitant la mini-campagne de Gavutu-Tanambogo. 32 scénarios sont inclus dans ce module.
Cartes souples types ASLSK contenues : 34, 35, 36, 37, 38, 39, 47 et la carte historique pour la campagne de Gavutu-Tanambogo
Nombre de pions : 1892
Prérequis : l'ensemble de la gamme

### Hakkaa Päälle (2014)
Hakkaa Päälle contient l'ordre de bataille complet finlandais avec le chapitre H finlandais et une partie de l'OB russe provenant du Lend-Lease. Certaines règles courantes modifiées en fonction des spécificités apportées par ce module sont incluses ainsi que 16 scénarios.
Carte souple type ASLSK contenue : 52
Prérequis : l'ensemble de la gamme

## ASL Starter Kit
Pour répondre à une demande croissante de débutants rebutés par la complexité des règles, Multi Man Publishing a publié trois modules supplémentaires à destination des débutants, contenant les règles essentielles organisées de manière plus cohérente et spécialisés sur un aspect particulier des règles:
- 1 - ASL Starter Kit 1 : forces allemandes, américaines et russes. Infanterie.
- 2 - ASL Starter Kit 2 : forces allemandes, américaines, italiennes, britanniques, alliés mineurs et alliés mineurs de l'axe. Artillerie.
- 3 - ASL Starter Kit 3 : forces allemandes, américaines, italiennes, britanniques, alliés mineurs et alliés mineurs de l'axe. Véhicules.
- 3 - ASL Starter Kit 4 : forces américaines (Marines) et japonaises. Véhicules.

## Modules historiques
Des modules se concentrant sur un théâtre d'action précis ont également été introduits à la gamme. Ils fournissent une carte non géomorphique historique, basée sur le terrain réel où se sont déroulés les actions décrites.
- Red Barricades : combats autour de l'usine Barrikady à Stalingrad
- Kampfgruppe Peiper I : affrontements entre divisions américaines et une division blindée de la 6e armée Pz SS lors de la bataille des Ardennes
- Kampfgruppe Peiper II : suite du module précédent
- Pegasus Bridge : parachutage britannique pour la prise du pont Pégase sur le canal de Caen à la mer lors du débarquement de Normandie
- A bridge too far : parachutage britannique pour la prise du pont d'Arnhem, lors de l'opération Market Garden
- Blood Reef: Tarawa : débarquement américain sur l'atoll de Betio en 1943
- Operation Watchtower : combats à Guadalcanal
- Operation Veritable : combats entre canadiens et allemands sur les bords du Rhin lors de l'opération Veritable
- Valor of the Guards : combats à Stalingrad autour de la gare de chemin de fer, de la maison de Pavlov et des embarcadères.
- Festung Budapest : bataille de Budapest en 1945
- Red Factories (2019) : bataille de Stalingrad (ce module regroupe Red Barricades sorti en 1990 et Red October sorti en 2019)